# 1 2 3
1 2 3 è un singolo del rapper statunitense Moneybagg Yo, pubblicato il 14 aprile 2020 come terzo estratto dal terzo album in studio Time Served.

## Descrizione
Quinta traccia dell'album, 1 2 3, che vede la partecipazione del rapper statunitense Blac Youngsta, è stato scritto dai due interpreti con Xabian Woods, in arte XO, ed è stato prodotto da quest'ultimo.

## Video musicale
Il video musicale è stato reso disponibile il 14 aprile 2020, in concomitanza con l'uscita del singolo.

## Formazione
Musicisti
- Moneybagg Yo – voce
- Blac Youngsta – voce aggiuntiva

Produzione
- XO – produzione
- Colin Leonard – mastering
- Ari Morris – missaggio
- Skywalker Og – registrazione

## Classifiche
| Classifica (2020) | Posizione massima |
| ----------------- | ----------------- |
| Stati Uniti       | 101               |